# Auge-Saint-Médard

Auge-Saint-Médard este o comună în departamentul Charente, Franța. În 1 ianuarie 2018 avea o populație de 281 de locuitori.